# Dissotis trothae
Dissotis trothae är en tvåhjärtbladig växtart som beskrevs av Ernest Friedrich Gilg. Dissotis trothae ingår i släktet Dissotis och familjen Melastomataceae. Inga underarter finns listade i Catalogue of Life.